# Nederlandse kampioenschappen schaatsen afstanden 2002 - 1500 meter vrouwen
De Nederlandse kampioenschappen schaatsen afstanden 2002 - 1500 meter vrouwen worden gehouden in Kardinge, Groningen, in november 2001. 
Titelverdedigster is Renate Groenewold die de titel pakte tijdens de Nederlandse kampioenschappen schaatsen afstanden 2001

## Uitslag
| #      | Schaatser         | Tijd    |
| ------ | ----------------- | ------- |
| Goud   | Renate Groenewold | 2.07,36 |
| Zilver | Annamarie Thomas  | 2.08,33 |
| Brons  | Barbara de Loor   | 2.08,63 |
| 4      | Marja Vis         | 2.09,87 |
| 5      | Elma de Vries     | 2.10,74 |
| 6      | Helen van Goozen  | 2.10,79 |
| 7      | Sandra 't Hart    | 2.11,32 |
| 8      | Wieteke Cramer    | 2.11,41 |
| 9      | Moniek Kleinsman  | 2.11,48 |
| 10     | Martine Oosting   | 2.12,04 |
| 11     | Mireille Reitsma  | 2.12,81 |
| 12     | Marieke Wijsman   | 2.13,93 |
| 13     | Kinge Pricker     | 2.14,48 |
| 14     | Tijn Ponjee       | 2.14,52 |
| 15     | Marianne Timmer   | 2.14,93 |
| 16     | Mariska Huisman   | 2.15,02 |

1987 · 
1988 · 
1989 · 
1990 · 
1991 · 
1992 · 
1993 · 
1994 · 
1995 · 
1996 · 
1997 · 
1998 · 
1999 · 
2000 · 
2001 · 
2002 · 
2003 · 
2004 · 
2005 · 
2006 · 
2007 · 
2008 · 
2009 · 
2010 · 
2011 · 
2012 · 
2013 · 
2014 · 
2015 · 
2016 · 
2017 · 
2018 · 
2019 · 
2020 · 
2021 · 
2022 · 
2023 · 
2024 · 
2025